# S&M (album)
S&M is het negende album van de heavymetalband Metallica. Het album werd live opgenomen met het San Francisco Symphony Orchestra op 21 en 22 april 1999. Het programma bevat nummers van de albums Ride the Lightning en ReLoad, en eveneens de nieuwe nummers: "− Human" en "No Leaf Clover". "− Human" ("Minus Human") is nooit uitgebracht zonder het orkest, "No Leaf Clover" wel.
Componist Michael Kamen stelde de arrangementen op en leidde het orkest tijdens het concert.
De titel van het album is een woordspel. De "S" (van "symphony") wordt gevormd door een gespiegelde g-sleutel, terwijl de "M" (van "Metallica") uit het klassieke logo van de band is overgenomen. S&M is in het Engels ook een bekende afkorting voor sadomasochisme ("sm" in het Nederlands).
Tijdens de show noemde Hetfield het nummer "Of Wolfgang and Man" in plaats van "Of Wolf and Man" verwezen naar Wolfgang Amadeus Mozart.

## Tracklist
Alle nummers zijn geschreven door James Hetfield en Lars Ulrich behalve waar genoteerd.

### Cd 1
1. "The Ecstasy of Gold" (Ennio Morricone) (gecomponeerd door Ennio Morricone voor de orkestratie op The Good, the Bad and the Ugly) – 2:31
2. "The Call of Ktulu" (Dave Mustaine, Hetfield, Cliff Burton, Ulrich) (originele versie op Ride the Lightning) – 9:34
3. "Master of Puppets" (Kirk Hammett, Hetfield, Burton, Ulrich) (originele versie op Master of Puppets) – 8:55
4. "Of Wolf and Man" (Hammett, Hetfield, Ulrich) (originele versie op Metallica) (The "black" album) – 4:19
5. "The Thing That Should Not Be" (Hammett, Hetfield, Ulrich) (originele versie op Master of Puppets) – 7:27
6. "Fuel" (Hammett, Hetfield, Ulrich) (originele versie op ReLoad) – 4:36
7. "The Memory Remains" (originele versie op ReLoad) – 4:42
8. "No Leaf Clover" (na het concert als single uitgebracht) – 5:43
9. "Hero of the Day" (Hammett, Hetfield, Ulrich) (originele versie op het album Load) – 4:45
10. "Devil's Dance" (originele versie op ReLoad) – 5:26
11. "Bleeding Me" (Hammett, Hetfield, Ulrich) (originele versie op Load) – 9:02

### Cd 2
1. "Nothing Else Matters" (originele versie op Metallica (The black album) – 6:47
2. "Until It Sleeps" (originele versie op Load') – 4:30
3. "For Whom the Bell Tolls" (Hetfield, Burton, Ulrich) (originele versie op (Ride the Lightning) – 4:52
4. "- Human" ook wel "Minus Human" ((nog) niet uitgebracht) – 4:20
5. "Wherever I May Roam" (originele versie op Metallica) – 7:02
6. "Outlaw Torn" (originele versie The Outlaw Torn op Load – 9:59
7. "Sad But True" (originele versie op Metallica) – 5:46
8. "One" (originele versie op ...And Justice for All) – 7:53
9. "Enter Sandman" (Hammett, Hetfield, Ulrich) (originele versie op Metallica) – 7:39
10. "Battery" (originele versie op Master of Puppets) – 7:25

## Dvd/VHS
Metallica filmde ook het concert en bracht het uit op dvd en video (VHS). De video was geregisseerd door Wayne Isham en bevat alleen het concert zelf. De (dubbel-)dvd (5.1 sound), bevat tevens een 41 minuten durende documentaire over het concert en de twee "No Leaf Clover" videoclips; "Cut & Slice" versie en de "Maestro Edit". De dvd bevat ook vier nummers waarbij ieder bandlid vanuit allerlei hoeken bekeken kan worden met de dvd-speler ("Multi-angles"): "Of Wolf And Man", "Fuel", "Sad But True" en "Enter Sandman".

### Metallica
- James Hetfield – zanger-gitarist; leadgitarist ("Nothing Else Matters")
- Lars Ulrich – drummer
- Kirk Hammett – leadgitarist, achtergrondzang
- Jason Newsted – basgitaar, achtergrondzang

### San Francisco Symphony Orchestra
- Michael Kamen – dirigent
- Eric Achen, Joshua Garrett, Douglas Hull, Jonathan Ring, Bruce Roberts, Robert Ward, James Smelser – hoorn
- David Teie (ceremoniemeester), Richard Andaya, Barara Bogatin, Jill Rachuy Brindel, David Goldblatt – cello
- Jeremy Constant (concertmeester), Daniel Banner, Enrique Bocedi Paul Brancato, Catherine Down, Bruce Freifeld, Connie Gantsweg, Michael Gerling, Frances Jeffrey, Judiyaba, Yukiko Kamei, Naomi Kazama, Kum Mo Kim, Yasuko Hattori, Melissa Kleinbart, Chumming Mo Kobialka, Daniel Kobialka, Rudolph Kremer, Kelly Leon-Pearce, Diane Nicholeris, Florin Parvulescu, Anne Pinsker, Victor Romasevich, Philip Santos, Peter Shelton – viool
- Chris Bogios, Glenn Fischthal, Andrew McCandless, Craig Morris – trompet
- Steven Braunstein, Stephen Paulson, Rob Weir – fagot
- Charles Chandler, Laurence Epstein, Chris Gilbert, William Ritchen, Stephen Tramontozzi, S. Mark Wright – contrabas
- Anthony J. Cirone, Ray Froelich, Thomas Hemphill, Artie Storch – slagwerk
- Don Ehrlich, Gina Feinauer, David Gaudry, Christina King, Yun Jie Liu, Seth Mausner, Nanci Severance, Geraldine Walther – altviool
- John Engelkes, Tom Hornig, Paul Welcomer, Jeff Budin – trombone
- Julie Ann Giacobassi, Eugene Izotov, Pamela Smith – hobo
- David Herbert – pauken
- Linda Lukas, Catherine Payne, Paul Renzi – dwarsfluit
- Sheryl Renk, Anthony Striplen, Luis Beez – klarinet
- Douglas Rioth – harp
- Marc Shapiro – keyboard
- Peter Wahrhaftig – tuba

### Productie
- Bob Rock, James Hetfield, Lars Ulrich, Michael Kamen – producenten
- Bob Rock, Randy Staub – bedenkers
- Randy Staub, Ovidiu Nistor – mixen
- George Marino – mastering
- Billy Bowers, Paul DeCarli, Mike Gillies, Darren Grahn – digitale bewerking
- Stephen McLaughlin – opname
- John Vrtacic – technisch assistent
- James Brett, Darren Grahn, Billy Konkel, Leff Lefferts, Kent Matcke, Stephen McLaughlin – assistenten
- Geoffrey Alexander, Ted Allen, Pete Anthony, Bruce Babcock, Chris Boardman, Bob Elhai, Michael Kamen, Blake Neely, Jonathan Sacks, Brad Warnaar – orkestratie
- James Brett, Blake Neely, Michael Price – muzikale voorbereiding
- Vic Fraser, Blake Neely – geschreven muziekkopieën
- Michael Kamen – regelaar
- Andie Airfix – design
- Anton Corbijn – fotografie
- Michael Kamen – tekst van het cd-hoesje

### Videoproductie
- Wayne Isham - video director
- Dana Marshall - video producer
- Bart Lipton - video producer

## Prijzen

### Grammy Awards
| Jaar | Winnaar             | Categorie                                               |
| ---- | ------------------- | ------------------------------------------------------- |
| 2001 | "The Call of Ktulu" | Grammy Award voor de beste instrumentale rockuitvoering |

## Singles van het album
| Single met eventuele hitnotering(en) in de Nederlandse Top 40 | Datum van verschijnen | Datum van binnenkomst | Hoogste positie | Aantal weken | Opmerkingen                 |
| ------------------------------------------------------------- | --------------------- | --------------------- | --------------- | ------------ | --------------------------- |
| Nothing else matters (Live)                                   | 1999                  | 18-12-1999            | 5               | 20           | Nr. 3 in de Single Top 100  |
| No leaf clover                                                | 2000                  | 22-04-2000            | tip2            | -            | Nr. 41 in de Single Top 100 |

| Single met hitnotering(en) in de Vlaamse Ultratop 50 | Datum van verschijnen | Datum van binnenkomst | Hoogste positie | Aantal weken | Opmerkingen |
| ---------------------------------------------------- | --------------------- | --------------------- | --------------- | ------------ | ----------- |
| Nothing else matters (Live)                          | 1999                  | 08-01-2000            | 1(3wk)          | 22           |             |

## Hitnoteringen

### NederlandseAlbum Top 100
| Hitnotering: 27-11-1999 t/m 23-09-2000 | Hitnotering: 27-11-1999 t/m 23-09-2000 | Hitnotering: 27-11-1999 t/m 23-09-2000 | Hitnotering: 27-11-1999 t/m 23-09-2000 | Hitnotering: 27-11-1999 t/m 23-09-2000 | Hitnotering: 27-11-1999 t/m 23-09-2000 | Hitnotering: 27-11-1999 t/m 23-09-2000 | Hitnotering: 27-11-1999 t/m 23-09-2000 | Hitnotering: 27-11-1999 t/m 23-09-2000 | Hitnotering: 27-11-1999 t/m 23-09-2000 | Hitnotering: 27-11-1999 t/m 23-09-2000 | Hitnotering: 27-11-1999 t/m 23-09-2000 | Hitnotering: 27-11-1999 t/m 23-09-2000 | Hitnotering: 27-11-1999 t/m 23-09-2000 | Hitnotering: 27-11-1999 t/m 23-09-2000 | Hitnotering: 27-11-1999 t/m 23-09-2000 | Hitnotering: 27-11-1999 t/m 23-09-2000 | Hitnotering: 27-11-1999 t/m 23-09-2000 | Hitnotering: 27-11-1999 t/m 23-09-2000 | Hitnotering: 27-11-1999 t/m 23-09-2000 | Hitnotering: 27-11-1999 t/m 23-09-2000 | Hitnotering: 27-11-1999 t/m 23-09-2000 | Hitnotering: 27-11-1999 t/m 23-09-2000 |
| Week:                                  | 1                                      | 2                                      | 3                                      | 4                                      | 5                                      | 6                                      | 7                                      | 8                                      | 9                                      | 10                                     | 11                                     | 12                                     | 13                                     | 14                                     | 15                                     | 16                                     | 17                                     | 18                                     | 19                                     | 20                                     | 21                                     | 22                                     |
| -------------------------------------- | -------------------------------------- | -------------------------------------- | -------------------------------------- | -------------------------------------- | -------------------------------------- | -------------------------------------- | -------------------------------------- | -------------------------------------- | -------------------------------------- | -------------------------------------- | -------------------------------------- | -------------------------------------- | -------------------------------------- | -------------------------------------- | -------------------------------------- | -------------------------------------- | -------------------------------------- | -------------------------------------- | -------------------------------------- | -------------------------------------- | -------------------------------------- | -------------------------------------- |
| Positie:                               | 23                                     | 5                                      | 3                                      | 3                                      | 3                                      | 3                                      | 4                                      | 2                                      | 2                                      | 2                                      | 3                                      | 3                                      | 4                                      | 8                                      | 12                                     | 10                                     | 11                                     | 18                                     | 21                                     | 25                                     | 21                                     | 27                                     |
| Week:                                  | 23                                     | 24                                     | 25                                     | 26                                     | 27                                     | 28                                     | 29                                     | 30                                     | 31                                     | 32                                     | 33                                     | 34                                     | 35                                     | 36                                     | 37                                     | 38                                     | 39                                     | 40                                     | 41                                     | 42                                     | 43                                     |                                        |
| Positie:                               | 28                                     | 29                                     | 37                                     | 39                                     | 49                                     | 51                                     | 54                                     | 56                                     | 55                                     | 47                                     | 53                                     | 54                                     | 56                                     | 54                                     | 53                                     | 49                                     | 53                                     | 54                                     | 66                                     | 70                                     | 94                                     | uit                                    |

### VlaamseUltratop 200Albums
| Hitnotering: (Week 1 t/m 26) 04-12-1999 t/m 27-05-2000 Hitnotering: (Week 27 t/m 28) 13-09-2008 t/m 20-09-2008 Hitnotering: (Week 29) 09-06-2012 | Hitnotering: (Week 1 t/m 26) 04-12-1999 t/m 27-05-2000 Hitnotering: (Week 27 t/m 28) 13-09-2008 t/m 20-09-2008 Hitnotering: (Week 29) 09-06-2012 | Hitnotering: (Week 1 t/m 26) 04-12-1999 t/m 27-05-2000 Hitnotering: (Week 27 t/m 28) 13-09-2008 t/m 20-09-2008 Hitnotering: (Week 29) 09-06-2012 | Hitnotering: (Week 1 t/m 26) 04-12-1999 t/m 27-05-2000 Hitnotering: (Week 27 t/m 28) 13-09-2008 t/m 20-09-2008 Hitnotering: (Week 29) 09-06-2012 | Hitnotering: (Week 1 t/m 26) 04-12-1999 t/m 27-05-2000 Hitnotering: (Week 27 t/m 28) 13-09-2008 t/m 20-09-2008 Hitnotering: (Week 29) 09-06-2012 | Hitnotering: (Week 1 t/m 26) 04-12-1999 t/m 27-05-2000 Hitnotering: (Week 27 t/m 28) 13-09-2008 t/m 20-09-2008 Hitnotering: (Week 29) 09-06-2012 | Hitnotering: (Week 1 t/m 26) 04-12-1999 t/m 27-05-2000 Hitnotering: (Week 27 t/m 28) 13-09-2008 t/m 20-09-2008 Hitnotering: (Week 29) 09-06-2012 | Hitnotering: (Week 1 t/m 26) 04-12-1999 t/m 27-05-2000 Hitnotering: (Week 27 t/m 28) 13-09-2008 t/m 20-09-2008 Hitnotering: (Week 29) 09-06-2012 | Hitnotering: (Week 1 t/m 26) 04-12-1999 t/m 27-05-2000 Hitnotering: (Week 27 t/m 28) 13-09-2008 t/m 20-09-2008 Hitnotering: (Week 29) 09-06-2012 | Hitnotering: (Week 1 t/m 26) 04-12-1999 t/m 27-05-2000 Hitnotering: (Week 27 t/m 28) 13-09-2008 t/m 20-09-2008 Hitnotering: (Week 29) 09-06-2012 | Hitnotering: (Week 1 t/m 26) 04-12-1999 t/m 27-05-2000 Hitnotering: (Week 27 t/m 28) 13-09-2008 t/m 20-09-2008 Hitnotering: (Week 29) 09-06-2012 | Hitnotering: (Week 1 t/m 26) 04-12-1999 t/m 27-05-2000 Hitnotering: (Week 27 t/m 28) 13-09-2008 t/m 20-09-2008 Hitnotering: (Week 29) 09-06-2012 | Hitnotering: (Week 1 t/m 26) 04-12-1999 t/m 27-05-2000 Hitnotering: (Week 27 t/m 28) 13-09-2008 t/m 20-09-2008 Hitnotering: (Week 29) 09-06-2012 | Hitnotering: (Week 1 t/m 26) 04-12-1999 t/m 27-05-2000 Hitnotering: (Week 27 t/m 28) 13-09-2008 t/m 20-09-2008 Hitnotering: (Week 29) 09-06-2012 | Hitnotering: (Week 1 t/m 26) 04-12-1999 t/m 27-05-2000 Hitnotering: (Week 27 t/m 28) 13-09-2008 t/m 20-09-2008 Hitnotering: (Week 29) 09-06-2012 | Hitnotering: (Week 1 t/m 26) 04-12-1999 t/m 27-05-2000 Hitnotering: (Week 27 t/m 28) 13-09-2008 t/m 20-09-2008 Hitnotering: (Week 29) 09-06-2012 | Hitnotering: (Week 1 t/m 26) 04-12-1999 t/m 27-05-2000 Hitnotering: (Week 27 t/m 28) 13-09-2008 t/m 20-09-2008 Hitnotering: (Week 29) 09-06-2012 |
| Week: | 1 | 2 | 3 | 4 | 5 | 6 | 7 | 8 | 9 | 10 | 11 | 12 | 13 | 14 | 15 | 16 |
| --- | --- | --- | --- | --- | --- | --- | --- | --- | --- | --- | --- | --- | --- | --- | --- | --- |
| Positie: | 8 | 5 | 7 | 8 | 10 | 12 | 11 | 10 | 9 | 6 | 6 | 4 | 5 | 5 | 7 | 5 |
| Week: | 17 | 18 | 19 | 20 | 21 | 22 | 23 | 24 | 25 | 26 | | 27 | 28 | | 29 | |
| Positie: | 6 | 7 | 11 | 19 | 14 | 12 | 21 | 32 | 43 | 50 | uit | 84 | 98 | uit | 128 | uit |